# Episodi di The Beverly Hillbillies (seconda stagione)
La seconda stagione della serie televisiva The Beverly Hillbillies è stata trasmessa in anteprima negli Stati Uniti d'America dalla CBS tra il 25 settembre 1963 e il 10 giugno 1964.
| nº | Titolo originale                 | Titolo italiano | Prima TV USA      | Prima TV Italia |
| -- | -------------------------------- | --------------- | ----------------- | --------------- |
| 1  | Jed Gets the Misery              |                 | 25 settembre 1963 |                 |
| 2  | Hair-Raising Holiday             |                 | 2 ottobre 1963    |                 |
| 3  | Granny's Garden                  |                 | 9 ottobre 1963    |                 |
| 4  | Elly Starts to School            |                 | 16 ottobre 1963   |                 |
| 5  | The Clampett Look                |                 | 23 ottobre 1963   |                 |
| 6  | Jethro's First Love              |                 | 30 ottobre 1963   |                 |
| 7  | Chickadee Returns                |                 | 6 novembre 1963   |                 |
| 8  | The Clampetts Are Overdrawn      |                 | 13 novembre 1963  |                 |
| 9  | The Clampetts Go Hollywood       |                 | 20 novembre 1963  |                 |
| 10 | Turkey Day                       |                 | 27 novembre 1963  |                 |
| 11 | The Garden Party                 |                 | 4 dicembre 1963   |                 |
| 12 | Elly Needs a Maw                 |                 | 11 dicembre 1963  |                 |
| 13 | The Clampetts Get Culture        |                 | 18 dicembre 1963  |                 |
| 14 | Christmas at the Clampetts       |                 | 25 dicembre 1963  |                 |
| 15 | A Man for Elly                   |                 | 1º gennaio 1964   |                 |
| 16 | The Giant Jackrabbit             |                 | 8 gennaio 1964    |                 |
| 17 | The Girl from Home               |                 | 15 gennaio 1964   |                 |
| 18 | Lafe Lingers On                  |                 | 22 gennaio 1964   |                 |
| 19 | The Race for Queen               |                 | 5 febbraio 1964   |                 |
| 20 | Lafe Returns                     |                 | 12 febbraio 1964  |                 |
| 21 | Son of Lafe Returns              |                 | 19 febbraio 1964  |                 |
| 22 | The Clampetts Go Fishing         |                 | 26 febbraio 1964  |                 |
| 23 | The Critter Doctor               |                 | 11 marzo 1964     |                 |
| 24 | A Bride for Jed                  |                 | 18 marzo 1964     |                 |
| 25 | Granny Versus the Weather Bureau |                 | 25 marzo 1964     |                 |
| 26 | Another Neighbor                 |                 | 1º aprile 1964    |                 |
| 27 | The Bank Raising                 |                 | 8 aprile 1964     |                 |
| 28 | The Great Crawdad Hunt           |                 | 15 aprile 1964    |                 |
| 29 | The Dress Shop                   |                 | 22 aprile 1964    |                 |
| 30 | The House of Granny              |                 | 29 aprile 1964    |                 |
| 31 | The Continental Touch            |                 | 6 maggio 1964     |                 |
| 32 | Jed, Incorporated                |                 | 13 maggio 1964    |                 |
| 33 | Granny Learns to Drive           |                 | 20 maggio 1964    |                 |
| 34 | Cabin in Beverly Hills           |                 | 27 maggio 1964    |                 |
| 35 | Jed Foils a Home Wrecker         |                 | 3 giugno 1964     |                 |
| 36 | Jethro's Graduation              |                 | 10 giugno 1964    |                 |